# Laclede
Laclede è un comune degli Stati Uniti d'America, situato nello Stato del Missouri, nella contea di Linn.
Di Laclede era John Pershing, uno dei più importanti generali della storia americana, capo dell'American Expeditionary Forces nella prima guerra mondiale.